# Arcidiecéze Winnipeg
Arcidiecéze Winnipeg (latinsky Archidioecesis Vinnipegensis) je římskokatolická nemetropolitní arcidiecéze bezprostředně podřízená Svatému stolci. Leží na území kanadské provincie Manitoba se sídlem v městě Winnipeg, kde se nachází katedrála P. Marie. Tvoří součást kanadské církevní oblasti Západ. Současným arcibiskupem je Richard Joseph Gagnon.

## Stručná historie
Arcidiecézi zřídil v roce 1915 papež Benedikt XV. rozdělením území arcidiecéze Saint-Boniface v důsledku sporů mezi katolíky francouzského a anglického jazyka. Obě diecéze mají sídlo ve měste Winnipeg. 